# CFL’s Most Outstanding Defensive Player Award
Der CFL’s Most Outstanding Defensive Player Award ist eine Auszeichnung für den besten Defense-Spieler in der Canadian Football League (CFL). Wie bei jeder Auszeichnung der CFL wird für jede Division ein Spieler nominiert, wovon anschließend einer zum Ligaweiten Sieger gewählt wird. Wahlberechtigt sind alle Head Coaches der CFL sowie Vertreter der Football Writers of Canada.

## Gewinner
| Jahr | Name              | Team                     | Position          |
| ---- | ----------------- | ------------------------ | ----------------- |
| 1974 | John Helton       | Calgary Stampeders       | Defensive Lineman |
| 1975 | Jim Corrigal      | Toronto Argonauts        | Defensive Lineman |
| 1976 | Bill Baker        | BC Lions                 | Defensive End     |
| 1977 | Dan Kepley        | Edmonton Eskimos         | Linebacker        |
| 1978 | Dave Fennell      | Edmonton Eskimos         | Defensive Tackle  |
| 1979 | Ben Zambiasi      | Hamilton Tiger-Cats      | Linebacker        |
| 1980 | Dan Kepley        | Edmonton Eskimos         | Linebacker        |
| 1981 | Dan Kepley        | Edmonton Eskimos         | Linebacker        |
| 1982 | James Parker      | Edmonton Eskimos         | Linebacker        |
| 1983 | Greg Marshall     | Ottawa Rough Riders      | Defensive End     |
| 1984 | James Parker      | BC Lions                 | Defensive End     |
| 1985 | Tyrone Jones      | Winnipeg Blue Bombers    | Linebacker        |
| 1986 | James Parker      | BC Lions                 | Defensive End     |
| 1987 | Greg Stumon       | BC Lions                 | Defensive End     |
| 1988 | Grover Covington  | Hamilton Tiger-Cats      | Defensive End     |
| 1989 | Dan Bass          | Edmonton Eskimos         | Linebacker        |
| 1990 | Greg Battle       | Winnipeg Blue Bombers    | Linebacker        |
| 1991 | Greg Battle       | Winnipeg Blue Bombers    | Linebacker        |
| 1992 | Willie Pless      | Edmonton Eskimos         | Linebacker        |
| 1993 | Jearld Baylis     | Saskatchewan Roughriders | Defensive Tackle  |
| 1994 | Willie Pless      | Edmonton Eskimos         | Linebacker        |
| 1995 | Willie Pless      | Edmonton Eskimos         | Linebacker        |
| 1996 | Willie Pless      | Edmonton Eskimos         | Linebacker        |
| 1997 | Willie Pless      | Edmonton Eskimos         | Linebacker        |
| 1998 | Joe Montford      | Hamilton Tiger-Cats      | Defensive End     |
| 1999 | Calvin Tiggle     | Hamilton Tiger-Cats      | Linebacker        |
| 2000 | Joe Montford      | Hamilton Tiger-Cats      | Defensive End     |
| 2001 | Joe Montford      | Hamilton Tiger-Cats      | Defensive End     |
| 2002 | Elfrid Payton     | Montreal Alouettes       | Defensive End     |
| 2003 | Joe Fleming       | Calgary Stampeders       | Defensive Lineman |
| 2004 | Anwar Stewart     | Montreal Alouettes       | Defensive Lineman |
| 2005 | John Grace        | Calgary Stampeders       | Linebacker        |
| 2006 | Brent Johnson     | BC Lions                 | Defensive End     |
| 2007 | Cam Wake          | BC Lions                 | Defensive End     |
| 2008 | Cam Wake          | BC Lions                 | Defensive End     |
| 2009 | John Chick        | Saskatchewan Roughriders | Defensive End     |
| 2010 | Markeith Knowlton | Hamilton Tiger-Cats      | Linebacker        |
| 2011 | Jovon Johnson     | Winnipeg Blue Bombers    | Cornerback        |
| 2012 | J. C. Sherritt    | Edmonton Eskimos         | Linebacker        |
| 2013 | Chip Cox          | Montreal Alouettes       | Linebacker        |
| 2014 | Solomon Elimimian | BC Lions                 | Linebacker        |
| 2015 | Adam Bighill      | BC Lions                 | Linebacker        |
| 2016 | Solomon Elimimian | BC Lions                 | Linebacker        |
| 2016 | Alex Singleton    | Calgary Stampeders       | Linebacker        |
| 2017 | Alex Singleton    | Calgary Stampeders       | Linebacker        |
| 2018 | Adam Bighill      | Winnipeg Blue Bombers    | Linebacker        |